# North West England
North West England (Tây Bắc Anh) là một trong chín vùng chính thức của Anh, gồm có năm hạt nghi lễ là Cheshire, Cumbria, Greater Manchester, Lancashire và Merseyside. North West có dân số 7.052.000 người vào năm 2011. Đây là vùng đông dân thứ ba tại Anh sau South East và Greater London.
North West England giáp với Peak District và dãy Pennine về phía đông, còn phía tây là biển Ireland. Khu vực trải dài từ biên giới với Scotland tại phía bắc đến giáp vùng West Midlands tại phía nam. Trong số các đặc điểm địa lý nổi bật của vùng, có Lake District và đồng bằng Cheshire. Đỉnh cao nhất tại North West England cũng như toàn Anh là Scafell Pike, Cumbria, với 978 m. Windermere là hồ tự nhiên lớn nhất tại Anh.
Khu vực có cảnh quan hỗn hợp nông thôn và đô thị, với hai khu thành thị lớn tập trung quanh Liverpool và Manchester, chiếm phần lớn phần phía nam của vùng. Phần phía bắc của vùng, gồm Cumbria và phía bắc Lancashire, thì phần lớn mang tính nông thôn.
| Bản đồ                            | Hạt nghi lễ                   | Hạt hành chính/nhất thể | Huyện                 |
| --------------------------------- | ----------------------------- | --- | --------------------- |
|                                   | Cheshire                      | 1. Cheshire East U.A. | 1. Cheshire East U.A. |
| 2. Cheshire West and Chester U.A. | Cheshire                      | |                       |
| 3. Halton U.A.                    | Cheshire                      | |                       |
| 4. Warrington U.A.                | Cheshire                      | |                       |
| 5. Cumbria                        | 5. Cumbria                    | a) Barrow-in-Furness, b) South Lakeland, c) Copeland, d) Allerdale, e) Eden, f) Carlisle                                                                          |                       |
| 6. Greater Manchester *           | 6. Greater Manchester *       | a) Bolton, b) Bury, c) Manchester, d) Oldham, e) Rochdale, f) Salford, g) Stockport, h) Tameside, i) Trafford, j) Wigan                                           |                       |
| Lancashire                        | 7. Lancashire †               | a) West Lancashire, b) Chorley, c) South Ribble, d) Fylde, e) Preston, f) Wyre, g) Lancaster, h) Ribble Valley, i) Pendle, j) Burnley, k) Rossendale, l) Hyndburn |                       |
| Lancashire                        | 8. Blackpool U.A.             | |                       |
| Lancashire                        | 9. Blackburn with Darwen U.A. | |                       |
| 10. Merseyside *                  | 10. Merseyside *              | a) Knowsley, b) Liverpool, c) St. Helens, d) Sefton, e) Wirral |                       |

| Vùng/Hạt           | Dân số    | Mật độ    | Thành thị lớn nhất          | Khu vực đô thị lớn nhất                      |
| ------------------ | --------- | --------- | --------------------------- | -------------------------------------------- |
| Greater Manchester | 2629400   | 2016/km²  | Manchester (510.700) (2012) | Khu đô thị Greater Manchester (2.240.230)    |
| Lancashire         | 1.449.600 | 468/km²   | Blackpool (142.100)         | Khu đô thị Preston/Chorley/Leyland (335.000) |
| Merseyside         | 1.353.600 | 2,118/km² | Liverpool (466.415)         | Vùng đô thị Liverpool (816.000)              |
| Cheshire           | 1.003.600 | 424/km²   | Warrington (202.228)        | Warrington (202.228)                         |
| Cumbria            | 496.200   | 73/km²    | Carlisle (71.773)           | Carlisle (71.773)                            |